# Shor-Algorithmus
Der Shor-Algorithmus ist ein Algorithmus aus dem mathematischen Teilgebiet der Restklassenringe innerhalb der Zahlentheorie, der Mittel der Quanteninformatik benutzt. Er berechnet einen nichttrivialen Teiler einer zusammengesetzten Zahl und zählt somit zur Klasse der Faktorisierungsverfahren. Er ist einer der wichtigsten Quantenalgorithmen.
Für praktisch relevante Aufgabenstellungen ist der Shor-Algorithmus noch nicht anwendbar, da bisher (Stand 2020) keine hinreichend großen und fehlerarmen Quantencomputer zur Verfügung stehen. Um eine Zahl {\displaystyle n} mit {\displaystyle N} Binärstellen (d. h., {\displaystyle n<2^{N}}) zu faktorisieren, benötigt ein Quantencomputer ein Quantenregister, dessen Größe mindestens linear mit der Zahl der Binärstellen wächst. Der ursprüngliche Algorithmus von Shor benötigt 3N Qubits, die beste bekannte Variante kommt mit 2N+3 Qubits aus. Diese Zahlen gelten für einen idealen (fehlerfreien) Quantencomputer. In der Praxis ist es nötig, Quantenfehlerkorrekturverfahren zu verwenden. Dann werden um einen (großen, aber in N konstanten) Faktor M mehr physische Qubits benötigt, wobei M sehr stark von der Fehlerrate und dem verwendeten Fehlerkorrekturcode abhängt. Man schätzt, dass für eine 2048-bit-Zahl 10 bis 100 Millionen Qubits benötigt werden (im fehlerfreien Fall wären es nur einige tausend). Eine Forschungsgruppe des US-amerikanischen Unternehmens IBM hat beispielsweise im Jahr 2001 einen Quantencomputer mit sieben Qubits eingesetzt, um die Zahl 15 in die Faktoren 5 und 3 zu zerlegen.
Der Shor-Algorithmus ist für die Kryptographie sehr bedeutend, weil er einen nichttrivialen Teiler essenziell schneller findet als klassische Algorithmen: Während diese subexponentielle, jedoch deutlich höher als polynomielle Laufzeit benötigen, hat der Shor-Algorithmus nur polynomielle Laufzeit. Dies stellt beispielsweise eine Gefahr für die häufig zur verschlüsselten Datenübertragung verwendeten RSA-Kryptosysteme dar, deren Sicherheit gerade auf der Annahme beruht, dass kein Faktorisierungsverfahren mit polynomieller Laufzeit existiert.
Der Algorithmus wurde 1994 von Peter Shor veröffentlicht, der damals bei den AT&T Bell Laboratories beschäftigt war. Die Arbeit trägt den Titel Polynomial-Time Algorithms for Prime Factorization and Discrete Logarithms on a Quantum Computer. Darin wird auch noch ein zweiter Algorithmus zur Berechnung des diskreten Logarithmus beschrieben, der ebenfalls als Shor-Algorithmus bezeichnet wird. Im Allgemeinen wird diese Bezeichnung jedoch für das Faktorisierungsverfahren verwendet.

## Eigenschaften
Der Shor-Algorithmus ist ein probabilistischer Algorithmus. In einigen, je nach Anzahl der Wiederholungen beliebig wenigen, Fällen führt er zu keinem Ergebnis; der Algorithmus zählt somit zur Klasse der Monte-Carlo-Algorithmen.
- Eingabe: Eine zusammengesetzte Zahl {\displaystyle n}.
- Ausgabe: Ein nichttrivialer Faktor von {\displaystyle n}.
- Laufzeit: {\displaystyle O\left((\log \,n)^{3}\right)} Gatteroperationen.

## Zahlentheoretischer Hintergrund
Der Algorithmus von Shor ist eine für Quantencomputer angepasste Version eines Algorithmus für Primzahltests von M. O. Rabin (1976), bei der die Faktorisierung einer Zahl auf die Bestimmung der Ordnung in {\displaystyle \mathbb {Z} _{n}} zurückgeführt wird (siehe Miller-Rabin-Test).

## Ablauf
Die grundlegende Idee ist, dass man die Faktorisierung auf die Bestimmung der Ordnung zurückführen kann. Diese Bestimmung lässt sich mit Hilfe der Quanten-Fouriertransformation effektiv durchführen. Man teilt den Algorithmus deshalb häufig in einen klassischen Teil zur Reduzierung des Problems und einen Quantenteil, der das Restproblem effizient löst.

### Klassischer Teil
1. Wähle eine Zahl {\displaystyle x} mit {\displaystyle 1<x<n}.
2. Bestimme den {\displaystyle {\textrm {ggT}}(x,n)} (ggT bezeichnet den größten gemeinsamen Teiler, der z. B. mittels des Euklidischen Algorithmus berechnet werden kann). Falls das Ergebnis ungleich 1 ist, gib dies als Lösung zurück und terminiere. Sonst fahre mit dem nächsten Schritt fort.
3. Bestimme mit Hilfe des Quantenteils (s. u.) die Ordnung {\displaystyle r} von {\displaystyle x} in der primen Restklassengruppe {\displaystyle (\mathbb {Z} /n\mathbb {Z} )^{\times }}, d. h. das kleinste {\displaystyle r\in \mathbb {N} }, so dass {\displaystyle x^{r}\equiv 1{\pmod {n}}}. Schritt 2 stellte sicher, dass ein solches {\displaystyle r} existiert.
4. Beginne erneut bei 1, falls:
  1. {\displaystyle r} ungerade ist, oder
  2. {\displaystyle x^{r/2}\equiv -1{\pmod {n}}}.
5. Gib {\displaystyle {\textrm {ggT}}(x^{r/2}+1,n)} als Lösung zurück.

#### Lösung im letzten Schritt
Betrachte das Produkt ({\displaystyle x^{r/2}-1}) · ({\displaystyle x^{r/2}+1}) = {\displaystyle x^{r}-1}. Wir wissen:
- {\displaystyle x^{r}-1\equiv 0{\pmod {n}}},     wegen Schritt 3,
- {\displaystyle x^{r/2}+1\not \equiv 0{\pmod {n}}},     wegen Schritt 4, und
- {\displaystyle x^{r/2}-1\not \equiv 0{\pmod {n}}},     wegen Schritt 3, da {\displaystyle r} die kleinste Zahl mit {\displaystyle x^{r}-1\equiv 0{\pmod {n}}} ist und {\displaystyle {r/2}<r} gilt.

Aus alldem zusammen folgt, dass {\displaystyle x^{r/2}-1}  nichttriviale Teiler von {\displaystyle n} enthält; der euklidische Algorithmus zur Berechnung des {\displaystyle {\textrm {ggT}}} liefert diese Teiler in Polynomialzeit.

#### Anzahl Iterationen für die Teilerfindung
Die Wahrscheinlichkeit, bei zufälliger Wahl von {\displaystyle x} keinen Teiler zu erhalten, beträgt maximal {\displaystyle {\tfrac {1}{2^{k-1}}}}, wobei {\displaystyle k} die Anzahl voneinander verschiedener Primfaktoren von {\displaystyle n} (außer 2) ist. Bei einer aus nur zwei Primfaktoren zusammengesetzten Zahl (worst case) erhält man pro Durchgang mit einer Wahrscheinlichkeit von 1/2 eine Lösung, nach {\displaystyle t} Durchgängen immer noch keinen Erfolg zu haben, hat die Wahrscheinlichkeit {\displaystyle {\tfrac {1}{2^{t}}}}.

### Quantenteil
1. Bestimme {\displaystyle q} als Potenz von 2 mit {\displaystyle n^{2}\leq q<2n^{2}}.
2. Initialisiere das erste Quantenregister (Eingaberegister) mit der Superposition (siehe Qubit) aller Zustände {\displaystyle a{\bmod {q}}} ({\displaystyle a} ist eine Zahl kleiner als {\displaystyle q}).
Dies führt in den Zustand:
 {\displaystyle {\frac {1}{q^{1\;\!\!/2}}}\sum _{a=0}^{q-1}|a\rangle \ |0\rangle }.
3. Initialisiere das zweite Register (Ausgaberegister) mit der Superposition der Zustände {\displaystyle x^{a}{\bmod {n}}}.
Das Ergebnis ist der Zustand:
 {\displaystyle {\frac {1}{q^{1\;\!\!/2}}}\sum _{a=0}^{q-1}|a\rangle \ |x^{a}{\bmod {n}}\rangle }.
4. Führe auf dem ersten Register die Quanten-Fouriertransformation durch, wobei
 {\displaystyle \mathrm {QFT} \left(|a\rangle \right)={\frac {1}{q^{1\;\!\!/2}}}\sum _{c=0}^{q-1}e^{2\pi i\;\!ac/q}\ |c\rangle },
so dass sich ergibt:
 {\displaystyle {\frac {1}{q}}\ \sum _{a=0}^{q-1}\ \sum _{c=0}^{q-1}e^{2\pi i\;\!ac/q}\ |c\rangle \ |x^{a}{\bmod {n}}\rangle }.
5. Führe eine Messung durch (entnimm den Inhalt der Register). Die Wahrscheinlichkeit für den Zustand {\displaystyle \left|c,x^{k}{\bmod {n}}\right\rangle } mit {\displaystyle 0<k<r} ergibt sich zu:
 {\displaystyle {\Biggl |}{\frac {1}{q}}\!\!\ \sum _{a:x^{a}\equiv x^{k}}\!\!\!e^{2\pi i\;\!ac/q}{\Biggr |}_{}^{\,2}}.
Hierfür gilt die Beziehung {\displaystyle a\equiv k\!\!\!\!\mod r}  bzw.  {\displaystyle a=br+k}, sodass wir schreiben können:
 {\displaystyle {\Biggl |}{\frac {1}{q}}\ \sum _{b}e^{2\pi i\left(br+k\right)c/q}{\Biggr |}^{\,2}}.
 Diese diskrete Funktion verfügt durch Amplifikation über charakteristische Maxima für Werte einer Variablen {\displaystyle d\in \mathbb {Z} }, die die Beziehung
 {\displaystyle \left|{\frac {c}{q}}-{\frac {d}{r}}\right|\leq {\frac {1}{2q}}}
erfüllen. Es lässt sich zeigen, dass es für die angegebenen Beziehungen von {\displaystyle q,r} und {\displaystyle n} höchstens einen solchen Wert bei festem {\displaystyle c} gibt.
Damit lässt sich {\displaystyle r} berechnen, falls {\displaystyle d} und {\displaystyle r} teilerfremd sind.
Die Wahrscheinlichkeit für diesen Fall beträgt mindestens {\displaystyle {\tfrac {\phi (r)}{3r}}} oder {\displaystyle \Omega \!\left({\tfrac {1}{\log \log r}}\right)}, das heißt, wir erhalten {\displaystyle r} mit hoher Wahrscheinlichkeit nach {\displaystyle O(\log \log r)} Wiederholungen.
6. Gib den berechneten Wert {\displaystyle r^{\prime }} zurück, wenn er tatsächlich die Ordnung von {\displaystyle x} ist, ansonsten wiederhole das Experiment.